# Lonesome Cowboys

Lonesome Cowboys est un film américain, une parodie de western, réalisé par Andy Warhol, sorti en 1968.

## Synopsis
Dans le far west, Ramona et sa garde-malade droguée rencontrent cinq cow-boys homosexuels.

## Distribution
- Viva : Ramona D'Alvarez
- Joe Dallesandro : Little Joe
- Julian Burrough : Brother
- Eric Emerson : Eric
- Tom Hompertz : Julian
- Taylor Mead : Nurse
- Louis Waldon : Mickey
- Francis Francine : Sheriff

## Fiche technique
- Réalisation : Andy Warhol
- Scénario, photographie et montage : Paul Morrissey
- Régisseur d'extérieurs : Jack N. Young (Tournage à Old Tucson)

## Autour du film
Devant la nature sexuellement explicite de certaines scènes tournées dans les rues à Old Tucson, qui accueillait du public en même temps que des tournages, Andy Warhol et son équipe furent mis dehors par Jack N. Young, qui était un des cadres des studios.